# Carlo Ottaviano Guasco
Carlo Ottaviano Guasco (Bergoglio, 10 gennaio 1650 – Cremona, 21 novembre 1717) è stato un vescovo cattolico italiano.

## Biografia
Carlo Ottaviano Guasco - figlio di Cristoforo patrizio alessandrino, membro della famiglia Guasco appartenente ad un ramo cadetto dei signori di San Michele e San Paolo, e di Maria Damigella Guasco, figlia di Giacomo Antonio e Paola Thurn und Taxis - nacque a Bergoglio di Alessandria e battezzato nella chiesa di santo Stefano con i nomi di Ottaviano Domenico Maria.
Fu due volte canonico della cattedrale di Alessandria, in seguito abate dell'abbazia benedettina di San Dalmazzo di Pedona, e, ancora, canonico della collegiata di Santa Maria alla Scala di Milano.
Il 10 gennaio 1695 fu nominato vescovo di Alessandria da papa Innocenzo XII; il 24 giugno dello stesso anno entrò solennemente in diocesi.
L'11 novembre 1695 compì la visita pastorale in città e nella diocesi superando in attenzione e precisione i suoi predecessori come si può evincere dagli atti emanati. Ne seguì una seconda nell'anno 1700 a partire dal 6 giugno mentre il 16 maggio 1702 celebrò il decimo sinodo diocesano.
Il 17 novembre 1704 fu nominato vescovo di Cremona, città in cui morì il 21 novembre 1717.

## Genealogia episcopale
La genealogia episcopale è:
- Arcivescovo Dominic Maguire, O.P.
- Cardinale Ferdinando d'Adda
- Vescovo Carlo Ottaviano Guasco